# Fungomyza albimana
Fungomyza albimana is een vliegensoort uit de familie van de Anthomyzidae. De wetenschappelijke naam van de soort is voor het eerst geldig gepubliceerd in 1830 door Johann Wilhelm Meigen.